# Inge Maux

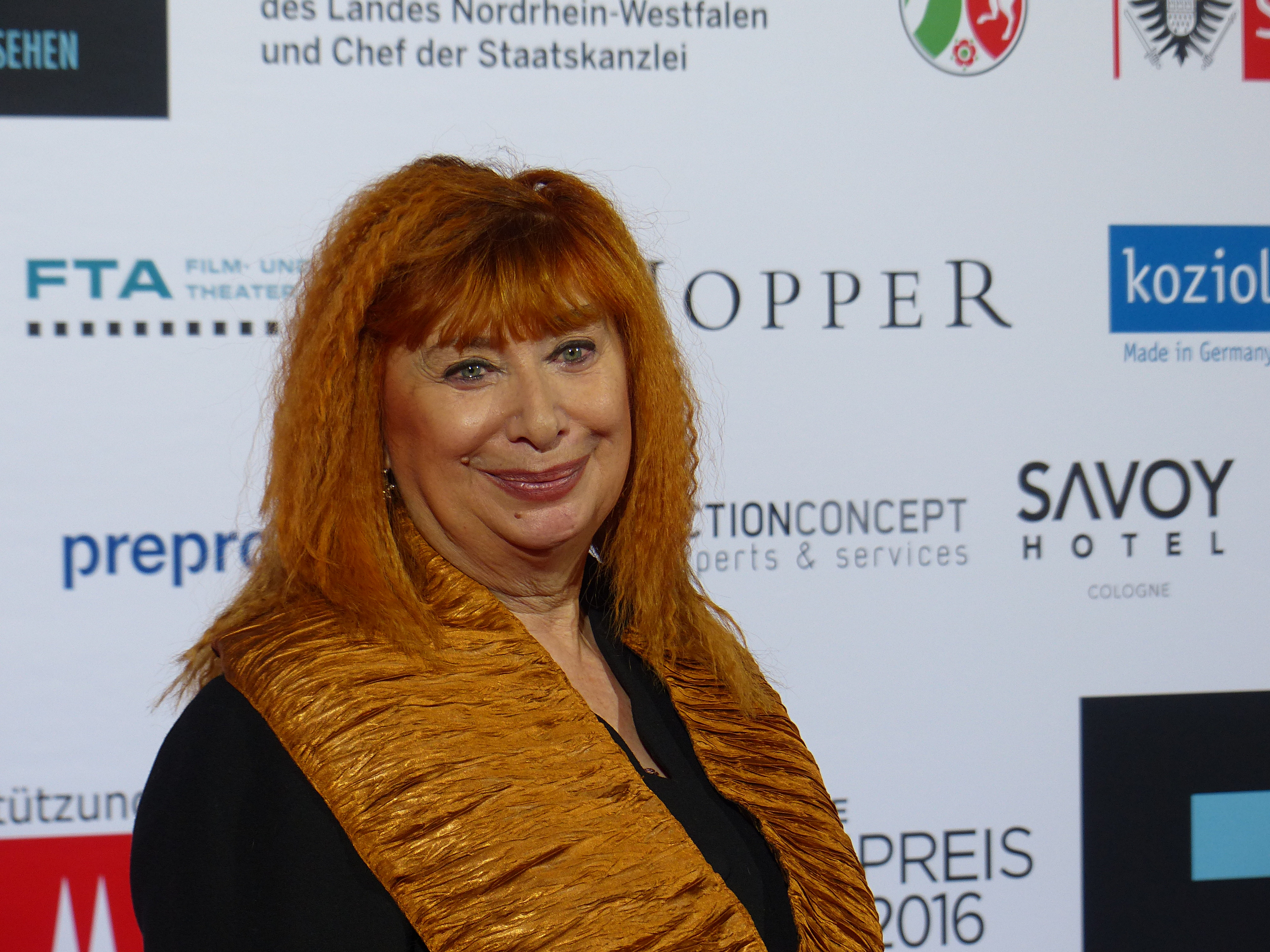
Inge Maux (2015)

Inge Maux (* 2. Oktober 1944 in Mettmach, Oberösterreich, als Ingeborg Christine Wöchtl) ist eine österreichische Schauspielerin.

## Leben
Inge Maux wuchs überwiegend in Oberösterreich auf. Ihr Onkel war der Komponist Richard Maux (1893–1971), der sie künstlerisch förderte und ihre Eltern überzeugen konnte, dass sie die Wiener Schauspielschule Krauss besuchen durfte. Von ihm übernahm sie auch den Nachnamen als Künstlernamen.

### Theater
Schauspielerische Engagements führten sie unter anderem an das Kölner Schauspielhaus und das Schauspielhaus Zürich, außerdem war sie in verschiedenen Musicals zu sehen, beispielsweise am Opernhaus Zürich als Jente in Anatevka, am Theater an der Wien in Chicago oder als Maria Wartberg in Ich war noch niemals in New York am Raimundtheater. Gastspiele brachten sie an das Residenztheater München, an das Hamburger Ernst-Deutsch-Theater, ans Theater in der Josefstadt und ans Theater in der Drachengasse.
Maux war Ensemblemitglied am Wiener Volkstheater, wo sie in den Spielzeiten 2010/11 bis 2013/14 unter anderem in Der aufhaltsame Aufstieg des Arturo Ui die Rolle der Betty Dullfeet verkörperte, in Mein Freund Harvey die Rolle der Veta Louise Simmons, in Herr Puntila und sein Knecht Matti die Laina und in Felix Mitterers Theaterstück Du bleibst bei mir die Rolle der Frau Krottensteiner.
Im Sommer 2015 spielte sie bei den Sommerspielen Melk die weiße Königin in Alice im Wunderland. Bei den Sommerspielen Perchtoldsdorf stand sie 2019 in Tschechows Onkel Wanja als Kinderfrau Njánjá auf der Bühne. 2024 debütierte sie am Wiener Burgtheater in Heldenplatz von Thomas Bernhard unter der Regie von Frank Castorf. Zuvor stand sie in Yasmina Rezas Stück Serge am Akademietheater auf der Bühne.

### Film und Fernsehen
In der Fernsehserie Braunschlag (2012) verkörperte sie die Rolle der Mutter von Herta Tschach, in Paradies: Liebe (2012) von Ulrich Seidl spielte sie Teresas Freundin, in Jack (2015) von Elisabeth Scharang war sie als Jacks Mutter zu sehen. Im Blunzenkönig hatte sie ebenfalls 2015 an der Seite von Karl Merkatz eine Hauptrolle als Rösli, in der ZDFneo-Serie Blockbustaz spielte sie 2016 die Rolle der Hella. Außerdem stand sie 2016 für den ORF-Landkrimi Höhenstraße sowie für eine Episode der fünften Staffel von Schnell ermittelt vor der Kamera.
2018 verkörperte sie in der Filmkomödie Wolkenbruchs wunderliche Reise in die Arme einer Schickse nach dem gleichnamigen Roman von Thomas Meyer die Rolle der Mame Wolkenbruch und in Murer – Anatomie eines Prozesses von Christian Frosch die Rolle der Perl Akin, für die sie im Rahmen der Verleihung des Österreichischen Filmpreises 2019 in der Kategorie Beste weibliche Nebenrolle ausgezeichnet wurde.
2020 war sie unter anderem in der Romanverfilmung Das Glück ist ein Vogerl als Frau Meier sowie in der Tatort-Folge Unten als „Sackerl-Grete“ zu sehen. In dem auf der Berlinale 2022 im Wettbewerb um den Goldenen Bären uraufgeführten Filmdrama Rimini von Ulrich Seidl mit Michael Thomas als Schlagerstar Richie Bravo verkörperte sie dessen Groupie Emilia.

### Sonstiges
Inge Maux ist in zweiter Ehe mit dem Schauspieler Manfred Schmid (* 4. April 1940) verheiratet, mit dem sie in Artstetten in Niederösterreich lebt und spezielle Abende mit jüdischer Musik veranstaltet. Neben ihrer Tätigkeit als Schauspielerin ist sie als Fotografin und Malerin tätig. Maux ist Mitglied der Akademie des Österreichischen Films.

## Filmografie (Auswahl)
- 1978: Grüne Witwen sind sie alle! (Fernsehfilm)
- 1982: Der grüne Stern (Fernsehfilm von Heide Pils)
- 1986: Rosa und Rosalind
- 1988: Einstweilen wird es Mittag (Die Arbeitslosen von Marienthal)
- 1990: Die Philosophie der Ameise
- 1991: Sehnsüchte oder Es ist alles unheimlich leicht (Fernsehfilm)
- 1996: Kaisermühlen Blues – Freud und Leid
- 1997: Die Schuld der Liebe
- 1998: Schlosshotel Orth – Der Teufelsrachen
- 1998: Die 3 Posträuber
- 2005: Moral (Fernsehfilm)
- 2006–2011: Tom Turbo (Fernsehserie, vier Episoden)
- ab 2008: Saugut
- 2010: Seine Mutter und ich (Fernsehfilm)
- 2010: Willkommen in Wien (Fernsehfilm)
- 2010: Tiger-Team – Der Berg der 1000 Drachen
- 2011: Anfang 80
- 2011: fauner consulting
- 2012: Braunschlag (Fernsehserie)
- 2012: Paradies: Liebe
- 2013: Zweisitzrakete
- 2013: Paul Kemp – Alles kein Problem – Die Falle  (Fernsehserie)
- 2014: Boys Like Us
- 2014: Spuren des Bösen – Schande (Fernsehfilm)
- 2015: Vecchi Pazzi
- 2015: Jack (Kinofilm)
- 2015: Der Blunzenkönig (Kinofilm)
- 2015: Der Metzger und der Tote im Haifischbecken
- 2016: Blockbustaz (Fernsehserie)
- 2016: Landkrimi – Höhenstraße (Fernsehreihe)
- 2017: Schnell ermittelt – Gudrun Schatzinger  (Fernsehserie)
- 2017: Sommerhäuser
- 2017: Dahoam is Dahoam – Manege frei für die Liebe (Fernsehserie)
- 2017: SOKO Donau – Ich sehe was, was du nicht siehst (Fernsehserie)
- 2018: Murer – Anatomie eines Prozesses  (Kinofilm)
- 2018: Wolkenbruchs wunderliche Reise in die Arme einer Schickse (Kinofilm)
- 2018: Marie fängt Feuer – Kleine Sünden (Fernsehreihe)
- 2019: Herzjagen (Fernsehfilm)
- 2019: Blind ermittelt – Das Haus der Lügen (Alternativtitel Der Feuerteufel von Wien, Fernsehreihe)
- 2020: Bettys Diagnose – Ende mit Schrecken (Fernsehserie)
- 2020: Das schaurige Haus (Kinofilm)
- 2020: Das Glück ist ein Vogerl (Fernsehfilm)
- 2020: Tatort – Unten (Fernsehreihe)
- 2020: Letzter Wille – Frost (Fernsehserie)
- 2021: Eisland (Fernsehfilm)
- 2021: Walking on Sunshine (Fernsehserie)
- 2021: Universum History: Die Rothschild-Saga – Aufstieg, Glanz, Verfolgung (Fernsehserie)
- 2021: Himbeeren mit Senf
- 2022: Rimini (Kinofilm)
- 2022: Alles finster (Fernsehserie)
- 2022: Blind ermittelt – Die nackte Kaiserin (Fernsehreihe)
- 2022: Babylon Berlin, 4. Staffel  (Fernsehserie)
- 2022: Schrille Nacht (Fernsehfilm)
- 2022: Oskars Kleid (Kinofilm)
- 2023: Heimsuchung (Kinofilm)
- 2023: Blind ermittelt – Tod im Weinberg (Fernsehreihe)
- 2023: Mandy und die Mächte des Bösen (Fernsehserie)
- 2023: Abenteuer Weihnachten – Familie kann nie groß genug sein (Fernsehfilm)
- 2025: Rosenthal (Fernsehfilm)
- 2025: Auf der Walz – Drei Jahre und ein Tag (Fernsehfilm)

## Hörspiele (Auswahl)
- 2023: Harmonie – ein Fall für Dattinger und Kastner, Krimi-Hörspiel mit Alina Schaller, Voodoo Jürgens, Hannes Duscher und Roland Gratzer – ORF/Ö1[16]

## Auszeichnungen und Nominierungen
- 2015: Deutsche Akademie für Fernsehen – Nominierung in der Kategorie Schauspielerin-Nebenrolle für Spuren des Bösen – Schande[17]
- 2016: Österreichischer Filmpreis 2016 – Nominierung in der Kategorie Beste weibliche Nebenrolle für Jack[18]
- 2019: Österreichischer Filmpreis 2019 – Auszeichnung in der Kategorie Beste weibliche Nebenrolle für Murer – Anatomie eines Prozesses[11]
- 2025: Großer Diagonale-Schauspielpreis[19]